# Renaldinho World Player 2018
El Renaldinho World Player 2018 es la novena edición del Renaldinho World Player entregado por la página web "Renaldinhos & Pavones" al jugador cuyo rendimiento o comportamiento durante el año en un equipo de La Liga, por el motivo que fuere, no haya estado a la altura de las expectativas de los aficionados a sus equipos. 
El 16 de diciembre se publicó la lista de los 40 jugadores que optaban a ganar el Renaldinho World Player. A través de una encuesta del sitio web la gente escogió al ganador, que se dio a conocer el 28 de diciembre de 2018.

## Resultados
Rubén Semedo es el primer jugador portugués en ganar el Renaldinho World Player. 
Uno de cada 5 votos fueron para Rúben Semedo, que junto a Theo Hernández, Emmanuel Emenike, André Gomes y Costel Pantilimon, acumuló cerca del 50% de los mismos.
Ninguno de los jugadores propuestos se quedó sin recibir ningún voto, algo que no había sucedido en ediciones anteriores.
| Pos. | Jugador              | Club (es)                   | % Votos |
| ---- | -------------------- | --------------------------- | ------- |
| 1.º  | Rúben Semedo         | Villarreal CF / SD Huesca   | 19,84%  |
| 2.º  | Theo Hernández       | Real Madrid / Real Sociedad | 8,53%   |
| 3.º  | Emmanuel Emenike     | UD Las Palmas               | 7,99%   |
| 4.º  | André Gomes          | FC Barcelona                | 6,27%   |
| 5.º  | Costel Pantilimon    | Deportivo de La Coruña      | 5,39%   |
| 6.º  | Yerry Mina           | FC Barcelona                | 4,69%   |
| 7.º  | Sulley Muntari       | Deportivo de La Coruña      | 4,25%   |
| 8.º  | Luciano Vietto       | Atlético de Madrid          | 3,62%   |
| 9.º  | Emre Mor             | Celta de Vigo               | 3,62%   |
| 10.º | Maksym Koval         | Deportivo de La Coruña      | 3,18%   |
| 11.º | Bojan Krkić          | Alavés                      | 2,96%   |
| 12.º | Paulo Henrique Ganso | Sevilla FC                  | 2,92%   |
| 13.º | Nolito               | Sevilla FC                  | 2,78%   |
| 14.º | Nicolás Gaitán       | Atlético de Madrid          | 2,56%   |
| 15.º | Raúl Albentosa       | Deportivo de La Coruña      | 2,32%   |
| 16.º | Sandro Ramírez       | Sevilla FC / Real Sociedad  | 2,26%   |
| 17.º | Przemysław Tytoń     | Deportivo de La Coruña      | 2,06%   |
| 18.º | Alberto Aquilani     | UD Las Palmas               | 2,04%   |
| 19.º | Lucas Boyé           | Celta de Vigo               | 1,92%   |
| 20.º | Kike Sola            | Athletic Club               | 1,70%   |
| 21.º | Mathieu Flamini      | Getafe CF                   | 1,32%   |
| 22.º | Marlos Moreno        | Girona FC                   | 1,28%   |
| 23.º | Manuel Iturra        | Málaga CF / Villarreal CF   | 0,94%   |
| 24.º | Thomas Vermaelen     | FC Barcelona                | 0,84%   |
| 25.º | Alberto Bueno        | Málaga CF                   | 0,78%   |
| 26.º | Joel Campbell        | Real Betis                  | 0,70%   |
| 27.º | Oghenekaro Etebo     | UD Las Palmas               | 0,58%   |
| 28.º | Naldo                | Espanyol                    | 0,40%   |
| 29.º | Lucas Digne          | FC Barcelona                | 0,40%   |
| 30.º | Giampaolo Pazzini    | UD Levante                  | 0,34%   |
| 31.º | Jeison Murillo       | Valencia CF                 | 0,28%   |
| 32.º | Bebé                 | SD Eibar / Rayo Vallecano   | 0,24%   |
| 33.º | Mamadou Koné         | CD Leganés                  | 0,24%   |
| 34.º | Kevin Rodrigues      | Real Sociedad               | 0,24%   |
| 35.º | Vukašin Jovanović    | SD Eibar                    | 0,24%   |
| 36.º | Rúben Vezo           | Valencia CF                 | 0,16%   |
| 37.º | Marc Muniesa         | Girona FC                   | 0,12%   |
| 38.º | Rubén Pardo          | Real Sociedad               | 0,10%   |
| 39.º | Rubén Rochina        | UD Levante                  | 0,10%   |
| 40.º | Sebastián Cristóforo | Getafe CF                   | 0,10%   |

## Renaldinho World Team 2018
Formado con los jugadores más votados según su posición en el terreno de juego.

| Portero           | Defensas                               | Centrocampistas                                 | Delanteros                                           |
| ----------------- | -------------------------------------- | ----------------------------------------------- | ---------------------------------------------------- |
| Costel Pantilimon | Theo Hernández Yerry Mina Rúben Semedo | Sulley Muntari André Gomes Paulo Henrique Ganso | Emre Mor Emmanuel Emenike Bojan Krkić Luciano Vietto |

| Predecesor: 2017 | Renaldinho World Player 2018 | Sucesor: 2019 |

- Datos: Q60828582